# Xanakharm
Xanakharm es un distrito de la provincia de Vientián, Laos. A 1 de marzo de 2015 tenía una población censada de 40 027 habitantes.
Se encuentra ubicado al noroeste del país, cerca de Vientián, del río Nam Song —un afluente del Mekong— y de la frontera con Tailandia.